# Monkeybone
Monkeybone es una película estadounidense dirigida por Henry Selick, estrenada por primera vez en 2001 y basada en el libro homónimo de Kaja Blackley. En las diferentes secuencias de la película se combinan elementos rodados en imagen real (mediante actores vivos y decorados reales) y elementos obtenidos mediante animación en volumen (técnica también conocida con el anglicismo stop motion). La película fue un desastre en taquilla, perdiendo 60 millones de euros (estimación basada en la inflación de 2011).

## Argumento
Stu Miley es un dibujante que crea un dibujo animado con el personaje Monkeybone como protagonista, un mono travieso y bromista. Las primeras proyecciones de la animación se convierten en un éxito comercial, pero a Stu solo le importa la doctora Julie McElroy, de quien está enamorado. Antes de poder proponerle matrimonio Stu sufre un inesperado accidente y mientras su cuerpo yace en estado de coma, su espíritu se transporta en una fantasmagórica montaña rusa a Downtown, un limbo entre la vida y la muerte. Downtown está poblado por criaturas que provienen de las pesadillas de los vivos. Para Stu no hay salida aparente, pero junto con su mono Monkeybone intenta regresar al mundo de los vivos antes de que los doctores desconecten su cuerpo. 
Durante ese tiempo, Stu se hace amigo de una gatita llamada Miss Kitty. Cuando Stu descubre que su hermana Kimmy está a punto de cortarle el control, le pide consejo a Hypnos, God of Sleep. Hypnos le dice a Stu que para volver a la vida, tiene que infiltrarse en la Tierra de la Muerte para robar un Pase de Salida de la Muerte que los Segadores les dan a las víctimas de coma y les da permiso para salir de Down Town y despertar de su coma. Stu roba con éxito un Pase de Salida, pero Monkeybone se lo roba y entra a la Tierra de los Vivientes en el cuerpo de Stu a través del Revive-O cuando Hypnos declara que tiene planes para el cuerpo de Stu.
Cuando Stu está encerrado, Hypnos visita las celdas de la cárcel, donde Stu se encuentra encerrado con Atila el Huno, Jack el Destripador y Stephen King, quien revela su pesadilla de que Cujo hizo el mismo truco que Monkeybone tiró de Stu. Hypnos le explica a Stu que planea usar el cuerpo de Stu para obtener una sustancia química llamada Oneirix que Julie desarrolló y que le da a las personas y animales pesadillas, lo que le da más poder. Al ser enviado al instituto por Hypnos al recordarle su misión, Monkeybone (en el cuerpo de Stu) termina robando exitosamente el Oneirix, cambiándolo con otro jugo. Monkeybone obtiene el Oneirix y lo pone dentro de los juguetes de mono de peluche (Monkeybone) para que aquellos que los toquen se infectarán y se les darán pesadillas. Con la ayuda de Miss Kitty, Stu escapa de su encarcelamiento.
Monkeybone en el cuerpo de Stu prepara una piñata para las muñecas Monkeybone pedos en la fiesta. Mientras tanto, Stu revela el plan de Hypnos a la muerte en el momento de la captura y la convence de que lo envíe de vuelta solo por una hora, solo para encontrarse en el cuerpo de un donante de órganos muerto. Cuando huye de los ayudantes de la morgue, Stu se entera de la fiesta planeada de Monkeybone y se dirige allí con los extractores aún en persecución. En la fiesta, el agente de Stu, Herb, se expone al Oneirix en la muñeca Monkeybone y termina viendo en el espejo que su ropa está cobrando vida. Esto hace que Herb corra desnudo por la fiesta y les dice a todos que la ropa ha cobrado vida y se ha vuelto malvada. Después de eso, Monkeybone en el cuerpo de Stu les dice a todos que se olviden de él mientras baja la Stu piñata que contiene las muñecas Monkeybone. Stu usa las características principales de Monkeybone de los cómics para causarle pánico y escapar. Sigue una persecución, que culmina con Stu y Monkeybone batallando entre sí mientras se aferran a un globo Monkeybone gigante. El globo es finalmente derribado por un policía incompetente que pasa y tanto Stu como Monkeybone caen lo suficiente como para no ser fatales y caer inconscientes.
Stu y Monkeybone se están cayendo hacia Down Town, donde los residentes animan su lucha. Justo en ese momento, todas las atracciones se detienen y aparece un robot gigante cerca del Avivamiento-O, lo que hace que todos huyan del área. Cuando Stu y Monkeybone son atrapados por él, el operador del robot se revela como la Muerte, que parece bastante alegre a pesar de las circunstancias. Monkeybone intenta que la Muerte lo deje ir al baño, pero la Muerte coloca a Monkeybone en la cabeza de Stu, que es donde él pertenece. La muerte luego usa su robot para devolver a Stu a la vida.
Stu se despierta en su propio cuerpo. Stu luego le propone a Julie y se casan. Una Herb errática rompe la cuarta pared e insta a la audiencia a quitarse la ropa y la película corta una secuencia animada donde los personajes de dibujos animados despojan a sus disfraces humanos de monos que se encuentran debajo.